# Santinelă

Monumentul santinelei, o sculptură din bronz a lui Charles Sargeant Jagger aflată în Watts Warehouse (Manchester).

O santinelă (și în forma sentinelă) este un gardian sau un paznic militar înarmat care este dispus într-un post de observație pentru a păzi o clădire, un depozit, materiale sau persoane, urmărind orice persoană aflată în imediata apropiere, împiedicând trecerea altor persoane și dând alarma în caz de atac sau în orice altă eventualitate. Trecerea de postul de pază al unei santinele presupune rostirea unei parole. Legislația militară spaniolă precizează că santinelele sunt acei soldați de pază care se află în posturi fixe (de obicei la punctele de trecere a frontierei) sau efectuează scurte tururi de supraveghere, singuri sau în grup, dar întotdeauna cu fața spre exterior și cu obligația de a face uz imediat de armă pentru respectarea ordinelor primite și pentru apărarea poziției sale. Acesta este principala diferență între o santinelă și un simplu paznic, care este autorizat să facă uz de armă doar în legitimă apărare. Alte regulamente militare conțin îndrumări în mare parte similare.

## Reguli de conduită
Activitatea unei santinele militare este vitală pentru asigurarea pazei instalațiilor sau spațiilor monitorizate. Din acest motiv, normele sale de acțiune sunt specificate rigid în regulamentele și standardele militare.
Posturile de gardă sunt coordonate de comandantul gărzii, care este militarul cu gradul cel mai înalt însărcinat cu paza, dar șeful de post este cel care organizează activitatea unui post de pază. Santinela, în timp ce se află în post, respectă doar ordinele primite de la șeful postului, nici măcar de la un militar de rang înalt sau de la comandantul gărzii: orice ordin trebuie să îi fie transmis prin intermediul șefului de post și nu trebuie să respecte sub nici o formă ordinul primit de la o altă persoană decât șeful postului de pază.
Santinela nu-și poate abandona niciodată postul primit fără a fi eliberat de către șeful de post. Sarcina sa esențială este de a da alarma atunci când situația o impune, de a oferi informații prin canalele de comunicare stabilite și, în orice caz, de a furniza noutăți cu privire la orice lucru suspect, neobișnuit sau ciudat pe care-l observă. Trebuie să mențină în permanență arma pregătită pentru a fi folosită, deși cu măsuri de precauție pentru a evita accidentele.

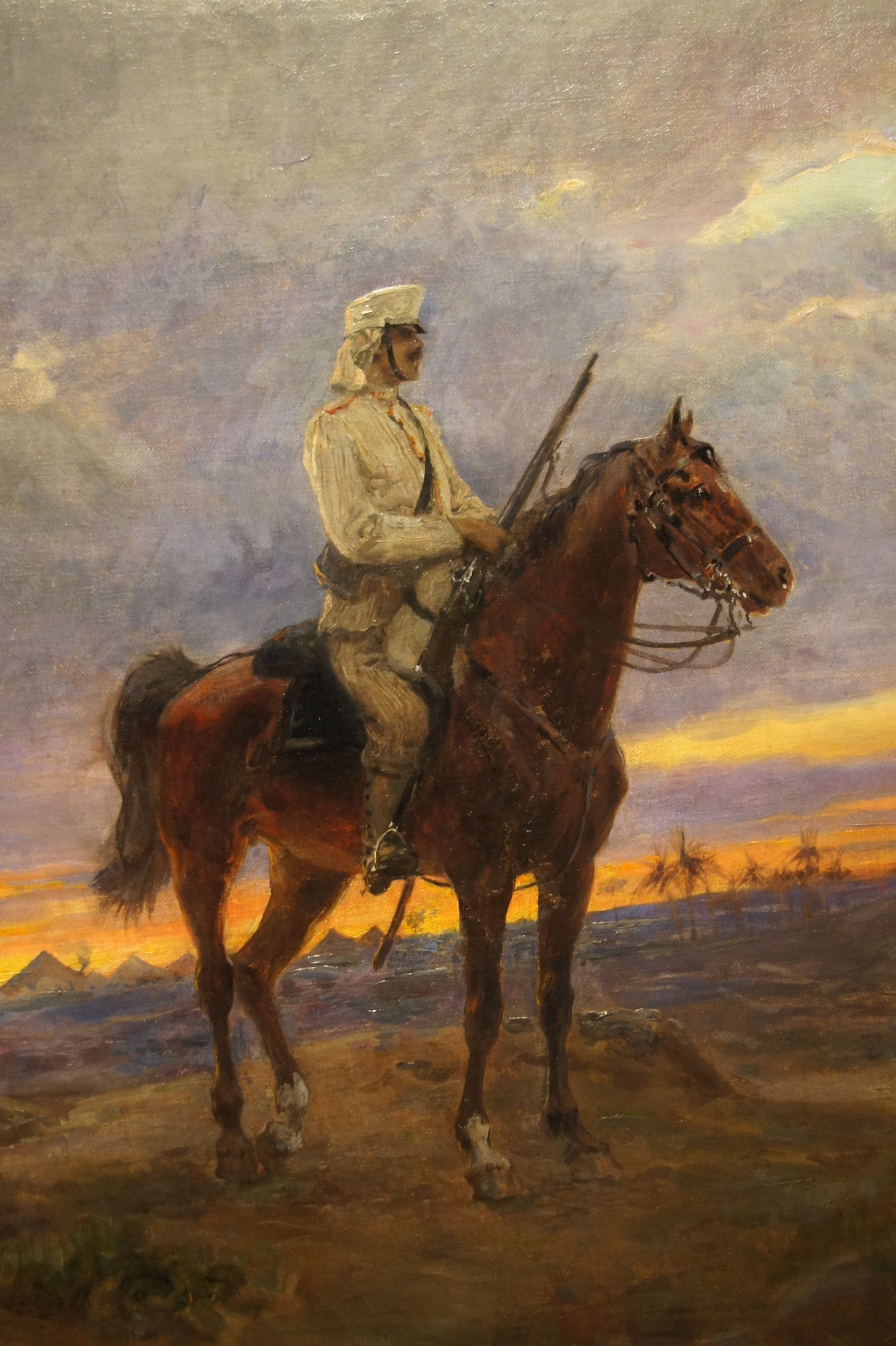
O santinelă călare (Ulpiano Checa, 1909)

## Etimologie
Etimologia cuvântului „santinelă” a fost subiectul unei îndelungate controverse. Cuvântul originar pare a fi italianescul sentinella, adaptat în limba franceză ca sentinelle (termenul militar modern francez este factionnaire, asemănător cu termenul german Fachmann) și în limba engleză ca sentinel.
Originea cuvântului italian ar putea fi verbul sentire („a simți”, „a percepe”), dar există obiecții filologice cu privire la această ipoteză și este mult mai plauzibilă relația cu sentina („santină”, încăpere situată în fundul unei nave, unde se strâng apele scurse de pe punțile inferioare, care sunt eliminate apoi cu ajutorul pompelor). Dacă se renunță la ipoteza originii italiene, după cum susțin o mare parte a specialiștilor filologi, se sugerează o formare mai adecvată a termenului francez ca diminutiv al cuvântului sentier („traseu”), după latinescul semita, semnificând „post de observație aflat în avangardă”. Cuvântul francez senteret (o formă a lui sentier) ar fi dat naștere cuvântului englezesc sentry.